# Рудаков, Александр Васильевич
Александр Васильевич Рудаков (29 апреля 1905 — 12 декабря 1969) — советский хозяйственный, государственный и политический деятель.

## Биография
Родился на прииске Гадаликан в 1905 году. Член ВКП(б).
С 1922 года — на хозяйственной, общественной и политической работе. В 1922—1966 гг. — коногон на одной из шахт Черемхово, в комсомоле, в Усольском солеваренном тресте, председатель межсекционного бюро инженеров и техников, ответственный секретарь облсовпрофа, заведующий отделом легкой промышленности при Иркутском облисполкоме, заместитель председателя Иркутского облисполкома, председатель Иркутского горисполкома, заместитель председателя Иркутского облисполкома, директор санаторного комплекса в пос. Лиственичном.
Избирался депутатом Верховного Совета РСФСР 2-го созыва.
Умер в 1969 году.